# Bjarni Guðjónsson
Bjarni Eggerts Guðjónsson (ur. 26 lutego 1979 w Akranes) – islandzki piłkarz występujący na pozycji pomocnika. Obecnie jest zawodnikiem klubu Reykjavíkur.

## Kariera klubowa
Guðjónsson zawodową karierę rozpoczynał w sezonie 1995 w klubie Akraness. W debiutanckim sezonie zdobył z nim mistrzostwo Islandii. W następnym sezonie ponownie sięgnął z zespołem po mistrzostwo Islandii. Wygrał z nim także rozgrywki Pucharu Islandii oraz Pucharu Ligi Islandzkiej. Natomiast w sezonie 1997 został z Akranes wicemistrzem Islandii. W 1997 roku trafił do angielskiego Newcastle United. Spędził tam półtora roku, jednak w tym czasie ani razu nie zagrał w barwach tego klubu.
W styczniu 1998 roku odszedł do belgijskiego KRC Genk. W ciągu ponad roku rozegrał tam 26 ligowych spotkań. W marcu 2000 powrócił do Anglii, gdzie został graczem Stoke City, występującego w Division Two. Zadebiutował tam 14 marca 2000 w wygranym 3:1 ligowym meczu z Rochdale. W sezonie 2001/2002 awansował z klubem do Division One. W Stoke spędził jeszcze jeden sezon.
Latem 2003 podpisał kontrakt z niemieckim VfL Bochum. W Bundeslidze pierwszy mecz zaliczył 16 sierpnia 2003 przeciwko Bayernowi Monachium (0:2). 13 września 2003 w wygranym 2:0 pojedynku z Hansą Rostock strzelił pierwszego gola w trakcie gry w Bundeslidze. Przez pół roku w Bochum zagrał 4 razy i zdobył jedną bramkę.
W styczniu 2004 przeszedł na wypożyczenie do angielskiego zespołu Championship – Coventry City. Po zakończeniu sezonu 2003/2004 został wykupiony przez Coventry z Bochum. W Coventry grał do grudnia 2004. W sumie zaliczył tam 27 ligowych spotkań i zdobył w nich 3 gole. 17 grudnia 2004 trafił do Plymouth Argyle, również grającego w Championship. Występował tam do końca 2005 roku.
1 stycznia 2006 został graczem islandzkiego Akraness. Jego barwy reprezentował przez trzy sezony, a od 2008 roku gra w Reykjavíkur.

## Kariera reprezentacyjna
W reprezentacji Islandii Guðjónsson zadebiutował w kwietniu 1997 w towarzyskim meczu ze Słowacją. Od tego czasu był uczestnikiem eliminacji do MŚ 1998, ME 2000, MŚ 2002, ME 2004, MŚ 2006, ME 2008, jednak na żaden turniej jego reprezentacja nie awansowała. Obecnie jest członkiem kadry w eliminacjach Mistrzostw Świata 2010.